# 硝化作用

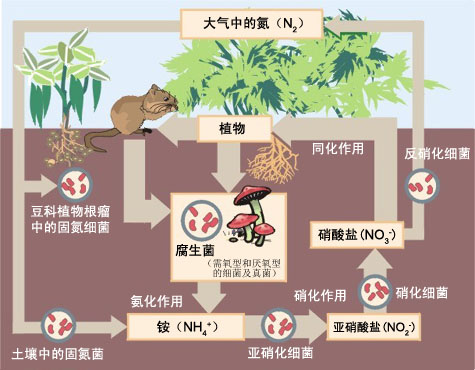
氮循环

硝化作用（法語：La nitrification）是一个生物用氧气将氨氧化为亚硝酸盐继而将亚硝酸盐氧化为硝酸盐的作用。将氨降解为亚硝酸盐的步骤常常是硝化作用的限速步骤。硝化作用是土壤中氮循环的重要步骤。这一过程由俄国微生物学家谢尔盖·尼古拉耶维奇·维诺格拉茨基发现。

## 微生物学与生态学
自氨氧化为亚硝酸盐的过程是由两群微生物完成：氨氧化细菌（AOB）与氨氧化古菌（AOA）。氨氧化细菌可在变形菌门的β-變形菌纲与γ-變形菌纲中找到。目前，只分离与发现了一种氨氧化古菌——亚硝化侏儒菌属 。研究最多的土壤中的氨氧化细菌属于亚硝化单胞菌属与亚硝化球菌属。尽管在土壤中氨氧化同时发生在细菌和古菌之中，但古菌的氨氧化作用却同时在土壤以及海洋环境中占首要地位，这意味着泉古菌门可能是这些环境中最大的氨氧化作用贡献者。第二步（将亚硝酸盐氧化为硝酸盐的步骤）主要是由细菌中的硝化杆菌属来完成。以上步骤都会产生能量并偶联合成腺苷三磷酸。硝化有机体都是化能自养菌并且利用二氧化碳作为他们生长的碳源。一些氨氧化细菌具有一种称为脲酶的酶，这种酶催化尿素分子分解为两分子的氨以及一分子的二氧化碳。人们发现欧洲亚硝化单胞菌与土壤生的氨氧化细菌群一样，可以通过卡尔文循环同化脲酶反应生成的二氧化碳以产生生物质能，并通过将氨（脲酶的另一产物）氧化为亚硝酸盐的过程收获能量。这一特性可解释为什么在酸性环境中存在尿素的情况下会促进氨氧化细菌的生长。
硝化作用也在城市废水脱氮过程中起着重要作用。常规的脱氮是先施以硝化作用接着再进行反硝化作用。这一过程的消耗主要是花在了曝气（将氧气带进反应器的过程）以及为反硝化作用提供额外碳源（例如甲醇）上。
硝化作用也会发生在饮用水中。在上水分配系统中，氯胺常被用于二次消毒剂，存在的自由氨可以作为氨氧化微生物的底物。这一相关的反应可以使得系统中消毒剂的残余量减少。
在多数环境中可以同时找到上述生物，它们产生的最终产物是硝酸盐。然而，可以设计一个只产生亚硝酸盐的系统（见沙伦工艺）。
硝化作用和氨化作用一起形成了无机化过程，该过程指的是将有机物完全分解并释放可用含氮化合物的过程。这一过程将氮循环补充完整。

## 化学
硝化作用是氮化合物氧化的过程（实际上，氮原子上丢失的电子转移到了氧原子上）：
1. NH3 + 1.5 O2 + 亚硝化单胞菌 → NO2- + H2O + H+
2. NO2- + CO2 + 0.5 O2 + 硝化杆菌 → NO3-
3. NH3 + O2 → NO2− + 3H+ + 2e−
4. NO2− + H2O → NO3− + 2H+ + 2e−